# Viola yunnanensis
Viola yunnanensis är en violväxtart som beskrevs av Wilhelm Becker och H. Boissieu. Viola yunnanensis ingår i släktet violer, och familjen violväxter. Inga underarter finns listade i Catalogue of Life.